# Ле-Флор (округ)
Округ Ле-Флор (англ. Le Flore County) располагается в штате Оклахома, США. Официально образован в 1907 году. По состоянию на 2013 год, численность населения составляла 49 774 человека.

## География
По данным Бюро переписи США, общая площадь округа равняется 4165 км², из которых 4107 км² — суша и 58 км² или 1,38 % — это водоёмы.

## Население
По данным переписи населения 2000 года в округе проживает 48 109 жителей в составе 17 861 домашних хозяйств и 13 199 семей. Плотность населения составляет 12,00 человек на км2. На территории округа насчитывается 20 142 жилых строений, при плотности застройки около 5,00-ти строений на км2. Расовый состав населения: белые — 80,35 %, афроамериканцы — 2,21 %, коренные американцы (индейцы) — 10,72 %, азиаты — 0,21 %, гавайцы — 0,03 %, представители других рас — 1,44 %, представители двух или более рас — 5,03 %. Испаноязычные составляли 3,84 % населения независимо от расы.
В составе 33,40 % из общего числа домашних хозяйств проживают дети в возрасте до 18 лет, 58,50 % домашних хозяйств представляют собой супружеские пары проживающие вместе, 11,00 % домашних хозяйств представляют собой одиноких женщин без супруга, 26,10 % домашних хозяйств не имеют отношения к семьям, 23,10 % домашних хозяйств состоят из одного человека, 10,90 % домашних хозяйств состоят из престарелых (65 лет и старше), проживающих в одиночестве. Средний размер домашнего хозяйства составляет 2,61 человека, и средний размер семьи 3,05 человека.
Возрастной состав округа: 26,10 % моложе 18 лет, 9,70 % от 18 до 24, 27,00 % от 25 до 44, 23,30 % от 45 до 64 и 23,30 % от 65 и старше. Средний возраст жителя округа 36 лет. На каждые 100 женщин приходится 99,30 мужчин. На каждые 100 женщин старше 18 лет приходится 97,80 мужчин.
Средний доход на домохозяйство в округе составлял 27 278 USD, на семью — 32 603 USD. Среднестатистический заработок мужчины был 26 214 USD против 19 792 USD для женщины. Доход на душу населения составлял 13 737 USD. Около 15,40 % семей и 19,10 % общего населения находились ниже черты бедности, в том числе — 24,10 % молодёжи (тех, кому ещё не исполнилось 18 лет) и 16,50 % тех, кому было уже больше 65 лет.